# TMPGEnc
TMPGEnc es un editor y codificador de video MPEG-1/MPEG-2 creado por la compañía Pegasys Inc. Comúnmente utilizado para crear VCD/SVCD/DVD. La calidad de video, y la velocidad de codificación que ofrece fue lo mejor a lo que la mayoría de los usuarios comunes podría acceder durante algún tiempo (1999-2002), mas en la actualidad (2005+) ha sido ampliamente rebasado por CCE, HC y QuEnc (Entre otros). Sin embargo gracias a su interfaz amigable sigue siendo el preferido de los novatos en el tema.

## Versiones
En junio de 2007 se ofrecían dos versiones del producto: La versión "Xpress 4.3.0.220" de pago, que tiene un mecanismo de codificación MPEG-2 ilimitado y mejorado, y la versión "Xpress 4.3.0.220" de prueba que esta limitada a 14 días de uso, y a no más de 30 minutos de duración en el video codificado. Es posible encontrar en la red versiones de la serie 2.5 que son gratuitas (y legales) pero no cuentan con muchas de las características avanzadas incluidas en las versiones actuales y el soporte de video MPEG-2 es limitado
Uno de los mayores inconvenientes que este programa solía tener era que el tiempo de codificacion/decodificación era mucho mayor que el de sus competidores, inconveniente que en parte se solucionó con la versión Xpress que además de ser más rápida, presenta una interfaz más amigable que las versiones previas.
Adicionalmente TMPGEnc puede ser utilizado en otros programas de edición como Adobe Premiere como codec de compresión, para lo que se necesita usar un Frameserver, que es un software que sirve como mediador entre los dos programas (de edición y de compresión)